# 第4航空団 (フランス航空宇宙軍)
第4航空団 (4e Escadre de Chasse、4e EC)は、フランス航空宇宙軍（フランス空軍）に所属する戦闘機部隊である。第4戦闘航空団と表記されることもある。

## 概要
第4航空団は、主に核抑止をその任務としている。
航空団の指揮系統は複雑であり、第1、第2飛行隊は航空宇宙軍の戦略空軍司令部と航空作戦・防空作戦司令部の双方に所属している。保有するラファール戦闘機のF3R仕様はASMP-A核巡航ミサイルによる核攻撃能力があるが、通常の戦闘機としての任務にも使用される。また、第3機種転換飛行隊は航空作戦・防空作戦司令部のみに所属し、航空宇宙軍と海軍のパイロットに対するラファールの訓練を一手に引き受けている。

## 部隊史
第4航空団は、1944年5月1日にコルシカ島のアルトで創設された。創設当初はP-47サンダーボルト戦闘機15機からなる1個飛行隊、II/5飛行群「ラ・ファイエット」（Groupe de Chasse II/5、GC II/5）で構成され、1944年6月8日にはII/3飛行群「ドーフィネ」（GC II/3）が加わった。航空団は、1944年5月から8月にかけてイタリアにおける戦闘爆撃任務に配備され、6月からは副次的にフランスでも任務を実施し始めた。同年9月、前月に始まった連合軍の南フランス侵攻にあわせて、航空団はフランス本土に移動した。年末には、3個目の飛行隊としてIII/3飛行群「アルデンヌ」（GC III/3）が航空団に加わった。
1993年までに、第4航空団はミラージュ2000戦闘機の核攻撃機型であるミラージュ2000Nを受領した。
2011年6月、ミラージュ2000Nを装備していた第125イストル＝ル・テュベ空軍基地の第4航空団第3飛行隊「リムザン」が解散し、代わって第2飛行隊「ラ・ファイエット」が第116リュクスイユ＝サンソヴェール空軍基地から第125基地に移転して任務を引き継いだ。
2015年8月26日、フランス航空宇宙軍の組織改編に伴い、第4航空団は第113サン＝ディジエ＝ロバンソン空軍基地に属する形で再編成された。
2018年8月29日、第2飛行隊がミラージュ2000Nからラファールに機種転換し、航空団の装備機はラファールで統一された。
2023年7月26日から29日にかけて、第1・第2飛行隊から2機のラファールが来日し、航空自衛隊と共同訓練を行った。

## 部隊構成
2019年時点で、第4航空団は以下の飛行隊で構成されている。
- 第4航空団第1飛行隊「ガスコーニュ」（en:Escadron de Chasse 1/4 Gascogne）, EC 1/4 Gascogne
- 第4航空団第2飛行隊「ラ・ファイエット」（en:Escadron de Chasse 2/4 La Fayette）, EC 2/4 La Fayette
- 第4航空団第3機種転換飛行隊「アキテーヌ」（en:Escadron de Transformation Rafale 3/4 Aquitaine）, ETR 3/4 Aquitaine

## 装備
- ダッソー ミラージュ2000N[4]（2018年8月29日まで[1]）
- ダッソー ラファールB/C[1]